# Torkild Feldvoss
Torkild Feldvoss (født 13. december 1920 i Aalborg, død 12. marts 2014) var en dansk politiker, der fra 1970 til 1994 var borgmester i Tårnby Kommune, valgt for Socialdemokratiet. Han afløstes af partifællen Henrik Zimino.